# Petrus Tun
Petrus Tun, né le 19 mars 1936 dans l’État de Yap dans les États fédérés de Micronésie, mort le 23 mars 1999, est un chef traditionnel et homme politique. Il est sénateur du Territoire sous tutelle des îles du Pacifique de 1966 à 1979, premier vice-président des États fédérés de Micronésie de 1979 à 1983, gouverneur de l'État de Yap de 1987 à 1995. Il joue un rôle dans le processus d'indépendance des États fédérés de Micronésie et prend une part active dans l'élaboration de la constitution du futur pays et la mise en place des structures gouvernementales.

## Formation et débuts dans l'enseignement
Petrus Tun est né le 19 mars 1936 à Gagil dans les Îles Yap dans l’État de Yap. Alors enseignant et directeur de l'école intermédiaire de Yap, il décroche une bourse de l'East-West Center pour étudier pendant deux ans à l'Université d'Hawaii à Mānoa, où il obtient en 1964 un diplôme en zoologie et poursuit avec une année d'études supérieures spécialisées dans l'enseignement des sciences pour le niveau secondaire. Il se marie avec Carmen Mutnguy.

## Carrière politique

### Territoire sous tutelle des îles du Pacifique
En 1966, alors qu'il est vice-président du Congrès des Îles Yap, il est élu pour la première fois au Congrès de Micronésie avec un programme où il déclare s'opposer à de nouvelles augmentations d'impôts et être favorable à une législation sur la maîtrise des prix.
Il est continuellement réélu jusqu'en 1979. Il est président du Comité de l’éducation et des affaires sociales de 1974 à 1978, des opérations judiciaires et gouvernementales de 1976 à 1979.
En 1971, Petrus Tun est conseiller spécial de la délégation des États-Unis au Conseil de Tutelle des Nations Unies en 1971. Il est également membre du groupe spécial de travail conjoint des Départements de l'Intérieur et de la Santé, de l'Éducation et du Bien-être des États-Unis chargé d'exprimer les besoins des populations du Territoire sous tutelle des Îles du Pacifique. Il est partisan d'un traité de libre association avec les États-Unis.

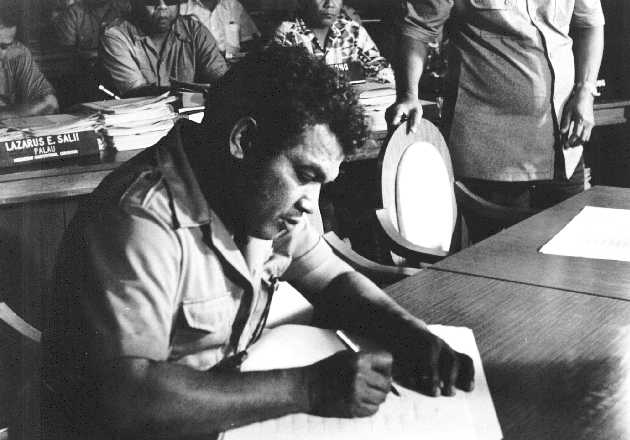
Petrus Tun signant, en 1975, la constitution des États fédérés de Micronésie élaborée par la Convention constitutionnelle.

Il fait partie en 1975 des délégués de l’État de Yap à la convention constitutionnelle qui rédige la constitution des États fédérés de Micronésie. Il est président du Comité des provisions générales. Des tensions apparaissent au sein de la convention lors de l'adoption de la déclaration des droits, celle-ci étant jugée pouvoir empiéter sur les prérogatives des chefs traditionnels. En tant que chef traditionnel lui-même, il promeut une politique de compromis dans l'établissement du texte fondamental, qui se doit de respecter l'opposition des chefs à voir leurs pouvoirs débattus et confirmés par la législation. Il renvoie à des législations ultérieures pour définir le rôle des chefs dans le gouvernement fédéral et au niveau des États.
En mars 1977, il participe à une réunion inter-district intitulée Micronesian Movement for Self-Government dédiée à l'identification des problèmes et à la mise en place des modalités pour le transfert des pouvoirs vers un état souverain.

### États fédérés de Micronésie

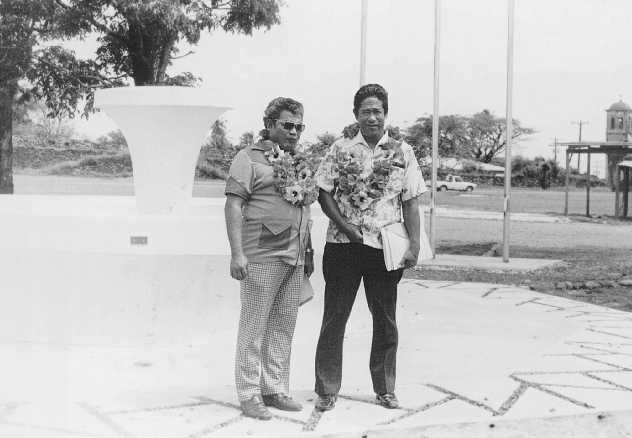
De gauche à droite, le vice-président Petrus Tun et le président Tosiwo Nakayama.

Il est élu sénateur de l’État de Yap dans le tout nouveau Congrès des États fédérés de Micronésie dont la séance inaugurale a lieu de 11 mai 1979, la constitution des États fédérés de Micronésie venant d'entrer en vigueur. Il est alors choisi comme vice-président du pays pour le premier mandat du président Tosiwo Nakayama de 1979 à 1983. En 1983, il ne se représente pas en tant que sénateur de l’État de Yap et ne peut donc rester vice-président. Son objectif est de laisser la place libre à Bailey Olter afin de solidifier la relation ambivalente que l’État de Pohnpei entretient avec l'existence des États fédérés de Micronésie. Il souhaite également par ce geste, malheureusement en vain, dénoncer la montée des tensions entre les branches exécutives et législatives du gouvernement. Dans un discours qu'il tient le 26 mai 1983 devant le Congrès, il soutient que la réélection de Tosiwo Nakayama est la meilleure chose qui puisse arriver à la jeune nation et dénonce le manque de coopération et de confiance entre les deux branches du gouvernement, résultat de l'obsession des sénateurs pour contrôler le pouvoir de l'exécutif. Il met également en exergue la prééminence dans l'esprit des sénateurs de l'intérêt particulier de leur État avant l'intérêt national, au détriment de la construction de la nation. Il annonce maintenant vouloir œuvrer au développement économique au niveau de son État.
Petrus Tun travaille comme conseiller du gouverneur de l'État de Yap John Mangefel de 1983 à 1987. En 1987, il est élu deuxième gouverneur de Yap, puis réélu à ce poste en 1991,. Il promeut durant ses mandats le développement touristique. En 1995, après la fin de son second mandat, il est embauché en tant que consultant spécial auprès du nouveau gouverneur Vincent Figir. Il occupe ce rôle jusqu'à son décès en 1999. En septembre 1997, il est nommé représentant de l'État de Yap dans l'équipe pour la renégociation du Traité de libre association et préside la réunion du comité mixte entre les États-Unis et les États fédérés de Micronésie,,.

## Funérailles
Petrus Tun meurt le 23 mars 1999 au Tripler Army Medical Center à Honolulu à Hawaii. Des funérailles nationales, un concept nouveau dans le pays, sont organisées le 28 mars bien qu'il s'opposa à cette idée.